# Lau Lauritzen (1878–1938)
Lau Lauritzen, född Lauritz Lauritzen 13 mars 1878, död 2 juli 1938, var en dansk regissör, manusförfattare och skådespelare. Han var far till regissören Lau Lauritzen.
Lauritzen var först officer, verkade från 1907 som skådespelare och från 1913 som filmregissör. Han engagerad vid Palladium 1919–1938 som konstnärlig ledare.
Lauritzen gjorde sig särskilt känd som regissör av Fyrtornet och Släpvagnen-filmerna.

## Regi i urval
- 1917 – Hjertebetvingeren
- 1919 – Hjertetyven
- 1920 – Vil de være min kone – i morgen?
- 1920 – Kärlek och björnjakt
- 1920 – En hustru till låns
- 1920 – Flickorna i Åre
- 1920 – Damernes ven
- 1921 – Silkesstrumpan
- 1921 – Landsvägsriddare
- 1921 – Kärlek och hypnotism
- 1922 – Sol, sommar och studentskor

## Filmmanus
- 1920 – Kärlek och björnjakt
- 1921 – Landsvägsriddare